# Daruma

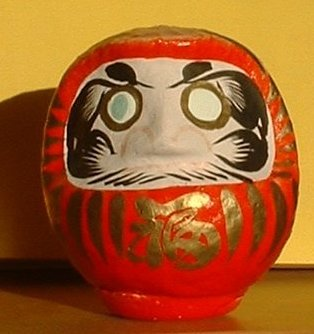
En daruma.

En daruma (達磨) är en traditionell ihålig, rund japansk docka föreställande Bodhidharma, grundaren av Zen-traditionen inom Buddhismen. Den anses ge lycka och välgång.